# Laufabrauð

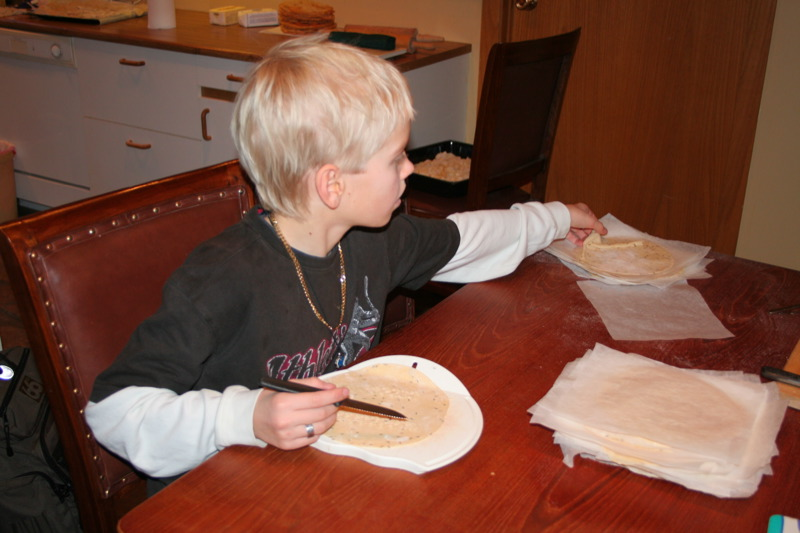
Criança decorando laufabrauð, antes da fritura.

Laufabrauð (significando em Islandês "pão folha") é um tipo de pão tradicional da Islândia, consumido sobretudo na altura do Natal.
Tendo tido origem no norte da Islândia, é actualmente consumido em todo o país. Consiste em discos finos com cerca de 15 a 20 cm de diâmetro, decorados com padrões geométricos semelhantes a folhas. São fritos rapidamente em gordura quente, ficando com uma cor dourada.
O laufabrauð pode ser adquirido em padarias ou feito em casa, tanto com massa pré-fabricada, como com massa feita completamente em casa. Os padrões em forma de folhas podem ser feitos com cortes à mão ou com um ferro especial denominado laufabrauðsjárn.
Os seus ingredientes incluem farinha de trigo ou de centeio, fermento, leite e manteiga ou margarina. Quando conservado em local fresco e seco, o laufabrauð pode ser consumido vários meses após a sua confecção.
No Natal e no ano novo, podem ser servidos com borrego fumado ou porco fumado.